# Efibanca
Efibanca S.p.A. è stata una banca d'affari italiana attiva nel settore bancario, finanziario, dell'investment e merchant bank.

## Storia
Efibanca nasce come Ente Finanziamenti Industriali S.A. il 27 luglio 1939 con 100 milioni di capitale sociale, diviso tra IRI, Fiat, Bombrini Parodi Delfino, Metallurgica Italiana, Italiana, Pirelli; in pratica agendo da intermediario tra le maggiori aziende industriali belliche italiane ed il Consorzio per le Sovvenzioni su Titoli Industriali, per destrutturare i debiti vantati dallo Stato nei loro confronti.
Nel 1949 ottiene l'autorizzazione per diventare un istituto di credito a medio e lungo termine.
Nel 1957 diventa Efibanca - Ente Finanziario Interbancario S.p.A..
Nel 1979 i maggiori azionisti erano la Banca Nazionale del Lavoro (26,2%) e l'Istituto Bancario Italiano (25,4%).
Nel 1983 passa sotto il controllo di Banca Nazionale del Lavoro.
Nel 2000 diventa di Banca Popolare di Lodi, tramite ICCRI-Banca Federale Europea, ed ora è sotto Banco Popolare.
Nel 2011 viene incorporata per fusione nel Banco Popolare. Gli effetti civilistici della fusione e pertanto l'estinzione di Efibanca e la conseguente cessazione dei relativi organi sociali si sono verificati con decorrenza 1º novembre 2011, mentre gli effetti contabili e fiscali sono stati anticipati al 1º gennaio 2011.

## Ex principali partecipazioni
- Acque Minerali Riunite S.p.A. - 100%
- Comital S.p.A. - 30%
- Bormioli Rocco & Figli S.p.A - 14%